# 側田第一秒音樂會
「側田第一秒音樂會」（英語：JUSTIN The First Moment LIVE 2022）是香港男歌手側田是經三年後再次於香港舉辦演唱會，演唱會於2022年8月20日至21日在香港會議展覽中心HALL 5BC舉行。

## 演出製作
本演唱會首站於香港會議展覽中心HALL 5BC舉行，日期為2022年8月20至21日。
基於反應熱烈，演唱會於2022年11月26至27日重回會議展覽中心HALL 5BC返場，從此以後本演唱會開始巡演。

## 售票
| 開售日期 | 開售日期 | 開售時間                | 開售類型                      |
| -------- | -------- | ----------------------- | ----------------------------- |
| 2022年   | 7月4日   | 上午10時正 （香港時間） | 香港站BOOKYAY優先訂票         |
| 2022年   | 7月11日  | 上午10時正 （香港時間） | 香港站快達票公開發售          |
| 2022年   | 10月10日 | 上午10時正 （香港時間） | 香港站（返場）BOOKYAY優先訂票 |

## 表演曲目
1. 情歌 

2. 三十日 

3. 我有今日 

4. 男人KTV 

5. Sunflower + Someone you loved + 大雄 

6. 一生何求+情人 

7. 愛這個字 

8. 沒人坐的梳化（和劉浩龍合唱） 

9. 二等天使（和劉浩龍合唱） 

10. 情永落 

11. 很想很想說再見 

12. 感動 
 
13. 好人 

14. 愛的習慣 

15. 運 

16. Kong 

17. 大象席地而坐 

18. BOK 

19. 咖啡因萬歲 

20. 紅地毯 

21. 爽 

22. 決戰二世袓 

23. Upsidedown 

24. 命硬 

Encore 

25. Volar 

26. 我不是好人 

27. 美麗之最（全場大合唱） 

## 場次
| 場次 | 日期           | 國家／地區 | 場地                       | 備註            |
| ---- | -------------- | ---------- | -------------------------- | --------------- |
| 1    | 2022年8月20日  | 香港       | 香港會議展覽中心HALL 5BC   | 嘉宾：Eric Kwok |
| 2    | 2022年8月21日  | 香港       | 香港會議展覽中心HALL 5BC   | 嘉宾：Eric Kwok |
| 3    | 2022年11月26日 | 香港       | 香港會議展覽中心HALL 5BC   | 嘉宾：swing     |
| 4    | 2022年11月27日 | 香港       | 香港會議展覽中心HALL 5BC   |                 |
| 5    | 2023年10月6日  | 中国廣州   | 廣州體育館一號館           |                 |
| 6    | 2023年10月7日  | 中国廣州   | 廣州體育館一號館           |                 |
| 7    | 2023年10月14日 | 中国東莞   | 東莞銀行籃球中心           |                 |
| 8    | 2023年10月15日 | 中国東莞   | 東莞銀行籃球中心           |                 |
| 9    | 2023年10月21日 | 中国汕頭   | 汕头市亚青会体育中心体育馆 |                 |
| 10   | 2023年11月4日  | 中国佛山   | 佛山國際體育文化演藝中心   |                 |
| 11   | 2023年11月5日  | 中国佛山   | 佛山國際體育文化演藝中心   |                 |
| 12   | 2023年12月9日  | 中国江门   | 江门滨江体育中心体育馆     |                 |
| 13   | 2023年12月30日 | 中国清远   | 清远体育中心体育館         |                 |
| 14   | 2024年1月5日   | 中国深圳   | 深圳春茧体育馆             | 嘉賓：劉浩龍    |
| 15   | 2024年2月3日   | 中国湛江   | 湛江奧林匹克體育中心體育館 |                 |
| 16   | 2024年4月13日  | 中国肇慶   | 肇慶新區體育中心體育館     |                 |
| 17   | 2024年5月25日  | 中国上海   | 浦發銀行東方體育中心       |                 |
| 18   | 2024年6月15日  | 澳門       | 銀河綜藝館                 |                 |
| 19   | 2024年6月29日  | 中国南寧   | 廣西體育中心體育館         |                 |
| 20   | 2024年8月3日   | 中国珠海   | 珠海國際航展中心           |                 |

## 演唱會專輯

#### CD 1
- 01. 情歌
- 02. 您好
- 03. 我有今日
- 04. 男人KTV
- 05. 愛這個字
- 06. Over the rainbow
- 07. 三十日
- 08. 情永落
- 09. 第一秒
- 10. Last dance
- 11. 好人
- 12. 愛的習慣
- 13. 悲中帶喜
- 14. 運
- 15. Kong

#### CD 2
- 01. BOK
- 02. 咖啡因萬歲
- 03. 爽
- 04. 決戰二世袓
- 05. 老伙記 (側田+Eric Kwok)

Encore part I
- 06. 大象席地而坐
- 07. Jam Track
- 08. 命硬
- 09. 美麗之最

Encore part II
- 10. Erica
- 11. Volar
- 12. 很想很想說再見

Studio bonus track
- 13. 男人老狗